# لوك كورت
لوك كورت (بالفرنسية: Luc Court)‏ هو شخصية أعمال ومهندس فرنسي، ولد في 23 أغسطس 1862 في Rives, Isère ‏ في فرنسا، وتوفي في 1942.